# NCSM Kingston (MM 700)
Le NCSM Kingston (MM 700) est un navire de défense côtière canadien et premier navire de la classe Kingston.
Le NCSM Kingston a été mis en chantier le 12 décembre 1994 au chantier naval The Halifax Shipyard situé à Halifax. Lancé le 12 août 1995, il est affecté aux Forces maritimes de l'Atlantique depuis le 21 septembre 1996.
Il porte le nom de la ville de Kingston, en Ontario.